# FK Iskra Smolensk
L'Iskra Smolensk (en russe : «Искра» Смоленск), est un club russe de football basé à Smolensk. Il a été actif entre 1937 et sa fusion avec le Kristall Smolensk en 1994.

## Histoire
Le club est fondé en 1937 sous le nom DKA. Il fait la même année ses débuts en quatrième division soviétique, où il termine deuxième derrière le Traktor Stalingrad. Il évolue par la suite au niveau local sous le nom Dinamo.
Il retrouve les divisions professionnelles en 1960 en intégrant la deuxième division sous l'appellation Tekstilchtchik, se renommant ensuite Spartak dès l'année suivante. Après trois saisons dans le bas de classement, il est relégué dans la nouvelle troisième division en 1963 et prend à partir de 1965 le nom Iskra. Ses performances s'améliorent de manière notable à partir des années 1970, durant lesquels il termine premier de la zone 2 entre 1971 et 1973, mais échouant à la promotion dans les deux cas à l'issue des phases finales. Après une nouvelle victoire dans la zone 1 en 1979, il accède finalement au deuxième échelon.
Pour ses deux premières saisons il termine neuvième en 1980 avant de réaliser sa meilleure performance historique en finissant septième en 1981. Par la suite ses résultats se dégradent nettement et après cinq saisons dans le bas de classement, l'Iskra est finalement relégué au troisième échelon à l'issue de la saison 1986. En parallèle, il se fait remarquer en coupe nationale en atteignant notamment le stade des demi-finales en 1985.
Après sa relégation, il remporte la zone 1 du troisième échelon en 1987 mais échoue à la promotion lors de la phase finale. Il retombe par la suite au classement avant d'être relégué au quatrième échelon en 1990.
Après la fin des compétitions soviétiques, il intègre en 1992 la troisième division russe, dont il est relégué dès 1993. Après une dernière saison au quatrième échelon et en raison de difficultés financières croissantes, l'Iskra fusionne en fin d'année 1994 avec l'autre équipe locale du Kristall pour former le CSK VVS.

## Bilan sportif

### Classements en championnat
La frise ci-dessous résume les classements successifs du club en championnat.

### Bilan par saison
Légende
- Promotion en division supérieure
- Relégation en division inférieure

| Saison    | Championnat          | Championnat          | Championnat          | Championnat          | Championnat          | Championnat          | Championnat          | Championnat          | Championnat          | Championnat          | Coupe d'URSS        |
| Saison    | Division             | Pos                  | Pts                  | J                    | V                    | N                    | D                    | BP                   | BC                   | Diff                 | Coupe d'URSS        |
| --------- | -------------------- | -------------------- | -------------------- | -------------------- | -------------------- | -------------------- | -------------------- | -------------------- | -------------------- | -------------------- | ------------------- |
| 1936      | Championnat régional | Championnat régional | Championnat régional | Championnat régional | Championnat régional | Championnat régional | Championnat régional | Championnat régional | Championnat régional | Championnat régional | Deuxième tour       |
| 1937      | 4e                   | 2e                   | 28                   | 11                   | 8                    | 1                    | 2                    | 30                   | 12                   | +28                  | Premier tour        |
| 1938      | Championnat régional | Championnat régional | Championnat régional | Championnat régional | Championnat régional | Championnat régional | Championnat régional | Championnat régional | Championnat régional | Championnat régional | Troisième tour Q    |
| 1939-1959 | Championnat régional | Championnat régional | Championnat régional | Championnat régional | Championnat régional | Championnat régional | Championnat régional | Championnat régional | Championnat régional | Championnat régional | —                   |
| 1960      | 2e Russie 1          | 11e                  | 26                   | 30                   | 9                    | 8                    | 13                   | 29                   | 39                   | -10                  | —                   |
| 1961      | 2e Russie 2          | 13e                  | 12                   | 24                   | 3                    | 6                    | 15                   | 21                   | 53                   | -32                  | Premier tour Q      |
| 1962      | 2e Russie 2          | 14e                  | 20                   | 30                   | 7                    | 6                    | 17                   | 38                   | 54                   | -16                  | Premier tour Q      |
| 1963      | 3e Russie 2          | 12e                  | 29                   | 32                   | 8                    | 13                   | 11                   | 37                   | 34                   | +3                   | Troisième tour Q    |
| 1964      | 3e Russie 1          | 17e                  | 17                   | 32                   | 5                    | 7                    | 20                   | 23                   | 48                   | -25                  | Deuxième tour Q     |
| 1965      | 3e Russie 1          | 17e                  | 20                   | 34                   | 5                    | 10                   | 19                   | 9                    | 39                   | -30                  | —                   |
| 1966      | 3e Russie 1          | 16e                  | 23                   | 32                   | 6                    | 11                   | 15                   | 22                   | 34                   | -12                  | Deuxième tour Q     |
| 1967      | 3e Russie 1          | 9e                   | 36                   | 34                   | 9                    | 18                   | 7                    | 26                   | 20                   | +6                   | Troisième tour Q    |
| 1968      | 3e Russie 1          | 15e                  | 32                   | 38                   | 11                   | 10                   | 17                   | 32                   | 46                   | -14                  | Premier tour Q      |
| 1969      | 3e Russie 1          | 4e                   | 40                   | 32                   | 13                   | 14                   | 5                    | 42                   | 21                   | +21                  | —                   |
| 1970      | 4e Russie 1          | 4e                   | 43                   | 32                   | 16                   | 11                   | 5                    | 32                   | 18                   | +14                  | —                   |
| 1971      | 3e Zone 2            | 1er                  | 82                   | 38                   | 23                   | 13                   | 2                    | 57                   | 15                   | +42                  | —                   |
| 1972      | 3e Zone 2            | 9e                   | 54                   | 38                   | 15                   | 9                    | 14                   | 37                   | 36                   | +1                   | —                   |
| 1973      | 3e Zone 2            | 1er                  | 51                   | 32                   | 25                   | 5                    | 2                    | 53                   | 14                   | +39                  | —                   |
| 1974      | 3e Zone 3            | 5e                   | 49                   | 38                   | 20                   | 9                    | 9                    | 59                   | 31                   | +28                  | —                   |
| 1975      | 3e Zone 2            | 7e                   | 39                   | 34                   | 16                   | 7                    | 11                   | 43                   | 36                   | +7                   | —                   |
| 1976      | 3e Zone 3            | 2e                   | 54                   | 40                   | 22                   | 10                   | 8                    | 67                   | 31                   | +36                  | —                   |
| 1977      | 3e Zone 1            | 2e                   | 58                   | 40                   | 24                   | 10                   | 6                    | 61                   | 26                   | +35                  | Huitièmes de finale |
| 1978      | 3e Zone 1            | 2e                   | 72                   | 46                   | 33                   | 6                    | 7                    | 81                   | 31                   | +50                  | Premier tour        |
| 1979      | 3e Zone 1            | 1er                  | 73                   | 46                   | 30                   | 13                   | 3                    | 86                   | 26                   | +60                  | Phase de groupes    |
| 1980      | 2e                   | 9e                   | 47                   | 46                   | 18                   | 11                   | 17                   | 50                   | 46                   | +4                   | Phase de groupes    |
| 1981      | 2e                   | 7e                   | 46                   | 46                   | 17                   | 12                   | 17                   | 48                   | 45                   | +3                   | Huitièmes de finale |
| 1982      | 2e                   | 17e                  | 38                   | 42                   | 13                   | 13                   | 16                   | 53                   | 67                   | -14                  | Huitièmes de finale |
| 1983      | 2e                   | 17e                  | 37                   | 42                   | 14                   | 9                    | 19                   | 51                   | 47                   | +4                   | Seizièmes de finale |
| 1984      | 2e                   | 12e                  | 40                   | 42                   | 15                   | 10                   | 17                   | 44                   | 47                   | -3                   | Seizièmes de finale |
| 1985      | 2e                   | 21e                  | 24                   | 38                   | 8                    | 8                    | 22                   | 27                   | 48                   | -21                  | Demi-finales        |
| 1986      | 2e                   | 22e                  | 34                   | 46                   | 11                   | 13                   | 22                   | 30                   | 60                   | -30                  | Deuxième tour       |
| 1987      | 3e Zone 1            | 1er                  | 49                   | 32                   | 19                   | 11                   | 2                    | 56                   | 20                   | +36                  | Premier tour        |
| 1988      | 3e Zone 5            | 9e                   | 35                   | 34                   | 14                   | 7                    | 13                   | 42                   | 34                   | +8                   | Premier tour        |
| 1989      | 3e Zone 1            | 6e                   | 55                   | 42                   | 19                   | 17                   | 6                    | 60                   | 36                   | +24                  | Seizièmes de finale |
| 1990      | 3e Ouest             | 19e                  | 32                   | 42                   | 11                   | 10                   | 21                   | 46                   | 66                   | -20                  | —                   |
| 1991      | 4e Zone 6            | 7e                   | 52                   | 42                   | 21                   | 10                   | 11                   | 52                   | 35                   | +17                  | —                   |
| Saison    | Championnat          | Championnat          | Championnat          | Championnat          | Championnat          | Championnat          | Championnat          | Championnat          | Championnat          | Championnat          | Coupe de Russie     |
| Saison    | Division             | Pos                  | Pts                  | J                    | V                    | N                    | D                    | BP                   | BC                   | Diff                 | Coupe de Russie     |
| 1992      | 3e Zone 4            | 12e                  | 38                   | 38                   | 14                   | 10                   | 14                   | 47                   | 37                   | +10                  | Quatrième tour      |
| 1993      | 3e Zone 3            | 7e                   | 37                   | 34                   | 15                   | 7                    | 12                   | 40                   | 33                   | +7                   | Premier tour        |
| 1994      | 4e Zone 4            | 5e                   | 27                   | 24                   | 12                   | 3                    | 9                    | 25                   | 19                   | +6                   | Premier tour        |

## Entraîneurs
La liste ci-dessous présente les différents entraîneurs connus du club au cours de son histoire.
- Vassili Iepichine (1952)
- Vassili Iepichine (1961)
- Anton Iakovlev (1962-1964)
- Viktor Leonov (1965-1966)
- Aleksandr Petrov (en) (1966)
- Ievgueni Zemlianitchenko (1967)
- Vladimir Strechni (ru) (1967-1969)
- Guennadi Makarov (1970)
- Konstantin Kvotchak (1970-1972)
- Guennadi Makarov (1973-juillet 1975)
- Lev Platonov (juillet 1975-1984)
- Viktor Rodionov (janvier 1985-juillet 1985)
- Sergueï Morozov (en) (août 1985-1990)
- Djemal Sigaladze (ru) (octobre 1990-mai 1991)
- Anatoli Olkhovik (mai 1991-1993)